# سوزان عطية
سوزان عطية إسماعيل (19 أبريل 1959) هي مغنية مصرية معتزلة.

## حياتها ونشأتها
ولدت في م بمركز بسيون محافظة الغربية
والدها عطية إسماعيل كان مطرباً شعبياً، وكذلك كانت عماتها جميعاً من المطربات الشعبيات، اللاتي كنَّ يؤدين الأغاني والمدائح النبوية والسير الشعبية، وكذلك كانت والدتها المطربة الشعبية المشهورة فاطمة سرحان التي عملت أمداً طويلاً مع زكريا الحجاوي وخضرة محمد خضر. انتقلتْ بعد ذلك مع الأسرة إلى القاهرة، وعاشت لفترة طويلة في حي «الرويعي» بالعتبة ثم انتقلت إلى حي السيدة زينب. دخلت مدرسة «أم المؤمنين الإعدادية» ثم التحقت بعد الإعدادية مباشرة بمعهد الموسيقى العربية. بعد حصولها على الثانوية أكملت دراستها بالمعهد حتى حصلت على البكالوريوس ثم الماجستير ثم الدكتوراه في الوتريات والأصوات عام 1992.

## مسيرتها
اشتهرت بغناء أغاني المطربة المصرية أم كلثوم وفريد الأطرش.
بدات في نهاية السبعينيات في برنامج جديد في جديد مع بليغ حمدي وكان ضمن فرقة أم كلثوم واشتهرت بعدة أغاني منها اتحداك وزي مانت وموافقة ثم اشتهرت إبان الحرب العراقية الايرانيه بالعديد من الأغاني الوطنية العراقية من ألحان طالب القرغولي كما غنت العديد من الاغانى الوطنية والحربيه الأخرى المؤيدة للعراق، كذلك غنت أغنيتها الشهيرة (من هنا) وهي مديح للعراق ومدحت الرئيس العراقي صدام حسين بأغنيتين يما يا يما ولالا وعجيد القوم ياعونه، امتاز صوتها بالأصالة. قدمت أكثر من 600 أغنية سواء لها أو لمطربين آخرين وكان البعض يعتبرها خليفة أم كلثوم كما عملت بالتدريس بأكاديمية الفنون.

## إعتزالها
توقفت عن الغناء واعتزلت الفن تماما وتحجبت كما تنقبت وكان ذلك تقريباً ما بين عامي (1992 - 1993). لديها ابنتان وابن «هاجر» و«سارة» و«عمر». والآن مقاطعة الإعلام تماماً ولا تحب الظهور على الإطلاق في أي برنامج أو حوارات صحفية أو إذاعية أو تلفازية.

## من أغانيها
- الدنيا بخير
- اتحداك
- صعبان عليا
- والله يا طير
- لسه فاكر
- وعاد الأمـل
- مصر يا أم الدنيا - مع توفيق فريد
- مستغربين
- ليلة في العمر
- شايف غرامك
- اعترافي
- موافقة
- زي ما أنت
- تعلالي وانا جيلك - مع وليد توفيق